# Hoàng Văn Em
Hoàng Văn Em (sinh ngày 13 tháng 11 năm 1952) là thẩm phán và chính trị gia người Việt Nam. Ông từng là Đại biểu Quốc hội Việt Nam khóa 12 nhiệm kì 2007-2011 thuộc đoàn đại biểu tỉnh Quảng Trị, Ủy viên Ủy ban Tư pháp của Quốc hội khóa 12, Chánh án Tòa án nhân dân tỉnh Quảng Trị. Trong Đảng Cộng sản Việt Nam, ông từng là Bí thư Ban cán sự Đảng Tòa án nhân dân tỉnh Quảng Trị.

## Tiểu sử
Hoàng Văn Em sinh ngày 13 tháng 11 năm 1952, người dân tộc Kinh, không theo tôn giáo nào. Ông có quê quán tại xã Vĩnh Sơn, huyện Vĩnh Linh, tỉnh Quảng Trị.
Ông có bằng Cử nhân Luật và trình độ lí luận chính trị Cử nhân của Đảng Cộng sản Việt Nam.
Ngày 1 tháng 12 năm 1979, ông gia nhập Đảng Cộng sản Việt Nam.
Từ năm 2007 đến năm 2011, ông là Đại biểu Quốc hội Việt Nam khóa 12 nhiệm kì 2007-2011 thuộc đoàn đại biểu tỉnh Quảng Trị, Ủy viên Ủy ban Tư pháp của Quốc hội khóa 12, Chánh án Tòa án nhân dân tỉnh Quảng Trị, Tỉnh ủy viên, Bí thư Ban cán sự Đảng, Bí thư Chi bộ Tòa án nhân dân tỉnh Quảng Trị.
Tháng 1 năm 2013, ông nghỉ hưu theo chế độ bảo hiểm xã hội, thay thế ông làm Chánh án Tòa án nhân dân tỉnh Quảng Trị là ông Lê Hồng Quang, Phó Chánh án Tòa án nhân dân tỉnh Quảng Trị.